# Поґрошев-Кольонія
Поґрошев-Кольонія (пол. Pogroszew-Kolonia) — село в Польщі, у гміні Ожарув-Мазовецький Варшавського-Західного повіту Мазовецького воєводства.
Населення — 131 особа (2011).
У 1975-1998 роках село належало до Варшавського воєводства.

## Демографія
Демографічна структура станом на 31 березня 2011 року:
|          | Загалом | Допрацездатний вік | Працездатний вік | Постпрацездатний вік |
| -------- | ------- | ------------------ | ---------------- | -------------------- |
| Чоловіки | 63      | 7                  | 50               | 6                    |
| Жінки    | 68      | 15                 | 36               | 17                   |
| Разом    | 131     | 22                 | 86               | 23                   |